# Lars Svan
Lars Anders Svan, född 31 mars 1913 i Trollhättan, död 22 maj 2003 i Göteborg, var en svensk målare, tecknare och grafiker.
Han var son till målarmästaren Hjalmar Svahn och Sigrid Skoog. Svan studerade vid Valands målarskola 1943–1947 och under ett flertal studieresor till Frankrike, Italien och Spanien. Svan räknades till en av Nils Nilsson mera begåvade elever och ursprungligen följde han sin lärare mycket nära i sin konstutövning med monumentalisering och stora pastosa färgytor men han kom senare att övergå till stilleben och landskapsmålningar. Han tilldelades Trollhättans stads kulturstipendium 1966. Separat ställde han ut ett flertal gånger på bland annat Galleri God Konst i Göteborg och han ställde även ut separat i Trollhättan, Galerie Maneten i Göteborg och på Lilla Galleriet i Stockholm. Tillsammans med Rudolf Flink ställde han ut Vänersborg och tillsammans med Bengt Delefors, Folke Lind och Gerhard Larsson i Trollhättan. Han medverkade i Sveriges allmänna konstförenings utställning Svart och vitt, Liljevalchs Stockholmssalonger och i akvarellbiennalen som visades i New York 1963. Svan är representerad vid Borås konstmuseum, Vänersborgs museum och Göteborgs museum.